# Blepharotoma cuyabana
Blepharotoma cuyabana är en skalbaggsart som beskrevs av Moser 1919. Blepharotoma cuyabana ingår i släktet Blepharotoma och familjen Melolonthidae. Inga underarter finns listade.